# Teodoro Picado Michalski
Teodoro Picado Michalski (ur. 10 stycznia 1900 w San José, zm. 1 czerwca 1960 w Managui) – kostarykański adwokat, pisarz, dziennikarz i polityk, prezydent Kostaryki w latach 1944–1948.

## Życiorys
Syn polskiej lekarki pochodzącej z Noworadomska (ob. Radomsko), Jadwigi Michalskiej i kostarykańskiego lekarza, Teodoro Picado Marína. Jego matka była pierwszą w Kostaryce kobietą-lekarzem, położyła duże zasługi dla rozwoju medycyny w tym kraju. Od 1917–1923 Teodoro Picado Michalski wykładał w szkole rolniczej, równocześnie od 1918 do 1923 wykładając historię w liceum. Od 1923 do 1930 pracował jako prawnik dla United Fruit Company oraz dla Northern Railway Company.
W latach 1919–1924 Teodoro Picado Michalski odpowiadał za delegacje Kostaryki na konferencjach międzynarodowych. Od 1919 do 1920 był sekretarzem delegacji Kostaryki na konferencji państw Ameryki Środkowej. W 1929 uczestniczył w międzynarodowym Kongresie Statystycznym w Warszawie. Od 1930 do 1932 ponownie pracował jako nauczyciel, rok później został sekretarzem oświecenia publicznego w rządzie Kostaryki. W roku 1932 został ministrem edukacji, urząd sprawował do 1936, w latach 1936–1944 poseł do parlamentu. Od 1937 sprawował też funkcję profesora prawa międzynarodowego na uniwersytecie w San José. Był prawą ręką Rafaela Angela Calderona Guardii, prezydenta w latach 1940–1944. W 1944 wygrał wybory prezydenckie będąc kandydatem z ramienia liberalnej partii Bloque de la Victoria, chociaż jego kontrkandydat zarzucił mu sfałszowanie wyborów.
W 1946 stworzył Narodowy Instytut Geograficzny Kostaryki i stworzył niezawisły Trybunał Wyborczy. W dalszym ciągu współpracował ze swym poprzednikiem Rafaelem Ángelem Calderónem Guardią, będąc jego poplecznikiem. Sam zmagał się z ostrymi konfliktami politycznymi, które w owym czasie wstrząsały Kostaryką. Przetrwał kilka prób zamachu stanu. W końcu uzyskał poparcie partii komunistycznej, z którą w 1948 postanowił podjąć próbę przedłużenia swojej kadencji: w 1948 wybory prezydenckie wygrał Otilio Ulate Blanco, a Guardia nakazał Picado ich unieważnienie i pozostanie przy władzy, przez co w kraju wybuchła wojna domowa. Wkrótce przegrany Picado został odsunięty od władzy przez powstanie pułkownika Jose Figueresa Ferrera i zmuszony do wyjazdu z Kostaryki. Osiedlił się w Nikaragui, gdzie nawiązał tak bliskie relacje z dyktatorskim prezydentem tego kraju – Anastasio Somozą Garcią, że pełnił u niego funkcję sekretarza.
Zmarł w Managui. Został pochowany w rodzinnym grobowcu w Paraíso z zachowaniem „ceremonii należnej byłym głowom państwa”. 